# مخلاف عثر
مخلاف عثر وهو الامتداد الساحلي ويعرف بمخلاف بيش كإمتداد داخلي وهو أحد المخاليف القديمة في تهامة ومن مدنه الشهيرة بيش وضمد وصبيا والراحة ونمازة والغريف وعتود واللؤلؤة والشقيق وغوان ، وأمراؤها في القرون من الخامس وإلى العاشر الغوانم بفروعهم الثلاثة  القاسميين والشطوط والقطبيين ، والمخلاف إحدى التقسيمات التي كان معمول بها في تسمية تقاسيم المناطق جنوب الجزيرة العربية في العهد الإسلامي قبل سيطرة العثمانيين على اليمن عام 1538 واحتلال بريطانيا لعدن عام 1839  وهو مخلاف جوار مخلاف حكم ويجمعهما المخلاف السليماني.

## خلفية
كانت اليمن تقسم إلى العديد من المخاليف وبعد سيطرة العثمانيين على اليمن قسموها إلى 4 ألوية يقسم اللواء إلى عدة أقضية ونواحي 